# Enrico Cassani
Enrico Cassani (Melzo, 15 de fevereiro de 1972) foi um ciclista italiano que foi profissional de 1997 a 2003.
Em março do 2003, em dois controles antidopagem deu positivo por EPO na Tirreno-Adriático e na Milão-Sanremo e foi suspenso pela sua equipa. No final de temporada, a federação italiana pronunciou-se suspende-lo um ano. Este facto provocou a sua retirada já que depois de cumprir a sua sanção não encontrou equipa.

## Palmarés
2000
- 1 etapa do Giro d'Italia

## Resultados em Grandes Voltas e Campeonatos do Mundo
Durante a sua carreira desportiva tem conseguido os seguintes postos nas Grandes Voltas e nos Campeonatos do Mundo em estrada:
| Carreira           | 1997 | 1998 | 1999 | 2000 | 2001 | 2002 | 2003 |
| ------------------ | ---- | ---- | ---- | ---- | ---- | ---- | ---- |
| Giro d'Italia      | 106º | Ab.  | 69º  | 76º  | -    | -    | -    |
| Tour de France     | -    | -    | -    | Ab.  | 143º | 124º | -    |
| Volta a Espanha    | -    | -    | Ab.  | -    | -    | -    | -    |
| Mundial em Estrada | -    | -    | -    | -    | -    | -    | -    |

-: não participa

Ab.: abandono